# 7973 Koppeschaar
7973 Koppeschaar è un asteroide della fascia principale. Scoperto nel 1973, presenta un'orbita caratterizzata da un semiasse maggiore pari a 2,8723553 au e da un'eccentricità di 0,0833183, inclinata di 2,32982° rispetto all'eclittica.
L'asteroide è dedicato al divulgatore scientifico olandese Carl Egon Koppeschaar.